# Wereldkampioenschappen moderne vijfkamp 1998
De wereldkampioenschappen moderne vijfkamp 1998 werden gehouden in Mexico-stad in Mexico.

## Medailles

### Mannen
| Onderdeel   | Goud | Goud                                             | Zilver | Zilver                                                     | Brons | Brons                                               |
| ----------- | ---- | ------------------------------------------------ | ------ | ---------------------------------------------------------- | ----- | --------------------------------------------------- |
| Individueel | FRA  | Sébastien Deleigne                               | USA    | Vachtang Jagorasjvili                                      | BLR   | Andrej Smirnov                                      |
| Team        | MEX  | Horacio de la Vega Sergio Salazar Abdías Salazar | HUN    | Gábor Balogh Ákos Hanzély Péter Sárfalvi                   | FRA   | Frédéric Clercq Sébastien Deleigne Christophe Ruer  |
| Estafette   | GER  | Jan Veder Oliver Strangfeld Valeri Andreev       | LTU    | Andrejus Zadneprovskis Edvinas Krungolcas Eugenius Senuita | FRA   | Olivier Clergeau Frédéric Clercq Sébastien Deleigne |

### Vrouwen
| Onderdeel   | Goud | Goud                                               | Zilver | Zilver                                      | Brons | Brons                                      |
| ----------- | ---- | -------------------------------------------------- | ------ | ------------------------------------------- | ----- | ------------------------------------------ |
| Individueel | POL  | Anna Sulima                                        | HUN    | Zsuzsanna Vörös                             | POL   | Paulina Boenisz                            |
| Team        | POL  | Paulina Boenisz Dorota Idzi Anna Sulima            | GBR    | Kate Allenby Sian Lewis Stephanie Cook      | HUN   | Bea Simóka Zsuzsanna Vörös Katalin Partics |
| Estafette   | POL  | Iwona Dabrowska-Kowalewska Dorota Idzi Anna Sulima | GER    | Tanja Meyer-Efland Elena Reiche Kim Raisner | GBR   | Stephanie Cook Julia Allen Kate Allenby    |

### Medaillespiegel
| Plaats | Land                | Goud | Zilver | Brons | Totaal |
| 1      | Polen               | 3    | 0      | 1     | 4      |
| 2      | Duitsland           | 1    | 1      | 0     | 2      |
| 3      | Frankrijk           | 1    | 0      | 2     | 3      |
| 4      | Mexico              | 1    | 0      | 0     | 1      |
| 5      | Hongarije           | 0    | 2      | 1     | 3      |
| 6      | Verenigd Koninkrijk | 0    | 1      | 1     | 2      |
| 7      | Litouwen            | 0    | 1      | 0     | 2      |
|        | Verenigde Staten    | 0    | 1      | 1     | 2      |
| 9      | Wit-Rusland         | 0    | 0      | 1     | 1      |
| Totaal | Totaal              | 6    | 6      | 6     | 18     |